# Ecología e historia del hielo marino del Ártico
El hielo marino del Ártico, comprende el hielo que se forma sobre la superficie de los mares del Ártico. El hielo marino del Ártico cubre menos área en verano que en invierno. El hielo marino plurianual (es decir, perenne) cubre casi todas las cuencas centrales profundas. El hielo marino del Ártico y su biota relacionada son únicos, y la persistencia del hielo durante todo el año ha permitido el desarrollo de especies endémicas del hielo, es decir, especies que no se encuentran en ningún otro lugar.
Existen diferentes opiniones científicas sobre cuánto tiempo ha existido el hielo marino perenne en el Ártico. Las estimaciones varían de 700.000 a 4 millones de años

## Especies endémicas
La comunidad especializada simpágica (es decir, asociada al hielo) dentro del hielo marino se encuentra en la diminuta red de poros llenos de líquido (en su mayoría <1 mm de diámetro) y canales de salmuera o en la interfaz hielo-agua.
Los organismos que viven dentro del hielo marino son, en consecuencia, pequeños (<1 mm), y están dominados por bacterias y plantas y animales unicelulares. Las diatomeas, un cierto tipo de algas, se consideran los productores primarios más importantes dentro del hielo, con más de 200 especies presentes en el hielo marino del Ártico. Además, los flagelados contribuyen sustancialmente a la biodiversidad, pero se desconoce su número de especies.
La meiofauna de hielo protozoaria y metazoaria, en particular turbelarios, nematodos, crustáceos y rotíferos, puede ser abundante en todos los tipos de hielo durante todo el año. En primavera, las larvas y juveniles de animales bentónicos (por ejemplo, poliquetos y moluscos) migran al hielo costero rápido para alimentarse de las algas del hielo durante algunas semanas
Una fauna parcialmente endémica, que comprende principalmente anfípodos gammarídeos, prospera en la parte inferior de los témpanos de hielo. Presentes localmente y estacionalmente con varios cientos de individuos por metro cuadrado, son importantes mediadores de la materia orgánica particulada desde el hielo marino hacia la columna de agua Los crustáceos asociados al hielo y pelágicos son las principales fuentes de alimento para el bacalao polar (Boreogadus saida) que se encuentra en estrecha asociación con el hielo marino y actúa como el principal vínculo desde la red alimentaria relacionada con el hielo hacia las focas y ballenas
Mientras que estudios previos del hielo marino costero y de alta mar proporcionaron una visión de las abundancias estacionales y regionales y la diversidad de la biota asociada al hielo, la biodiversidad en estas comunidades es prácticamente desconocida para todos los grupos, desde bacterias hasta metazoos. Es probable que muchos taxones aún no hayan sido descubiertos debido a los problemas metodológicos en el análisis de muestras de hielo. El estudio de la diversidad de los entornos relacionados con el hielo es urgentemente necesario antes de que cambien definitivamente con la alteración de los regímenes de hielo y la probable pérdida de la cubierta de hielo plurianual.

## Datación del hielo ártico
Las estimaciones sobre cuánto tiempo ha tenido el Océano Ártico una cubierta de hielo perenne varían. Esas estimaciones van desde 700.000 años según la opinión de Worsley y Herman, hasta 4 millones de años en opinión de Clark. Así es como Clark refutó la teoría de Worsley y Herman:

Recientemente, se han reportado algunos cocolitos de sedimentos árticos centrales del Plioceno tardío y Pleistoceno (Worsley y Herman, 1980). [...] El probable desarrollo de una cubierta de hielo en el Cenozoico Medio [...] fueron eventos importantes que llevaron al desarrollo de los climas modernos.

Más recientemente, Melnikov ha señalado que "No hay una opinión común sobre la edad de la cubierta de hielo marino ártico". Los expertos aparentemente coinciden en que la edad de la cubierta de hielo perenne excede los 700.000 años, pero discrepan sobre cuán mayor es
Sin embargo, algunas investigaciones indican que un área marina al norte de Groenlandia pudo haber estado abierta durante el interglacial Eemiense hace 120.000 años. La evidencia de foraminíferos subpolares (Turborotalita quinqueloba) indica condiciones de aguas abiertas en esa área Esto contrasta con los sedimentos del Holoceno que solo muestran especies polares